# اچ‌دی ۲۲۲۳۹۹
اچ‌دی ۲۲۲۳۹۹ یک ستاره است که در صورت فلکی آندرومدا قرار دارد.